# Elsker (album)
Elsker er det femtende studiealbum fra den danske rocksanger Michael Falch. Det blev udgivet den 9. oktober 2020 på A:Larm Music. Det modtog tre ud af seks stjerner i musikmagasinet GAFFA og to ud af seks stjerne i Ekstra Bladet, der kaldte albummet "Halvhjertet" oven på de to foregående albums fra kunstneren.
Oh Land, der danner par med albummets producer Adi Zukanovic, medvirker som baggrundsvokal på flere numre.

## Spor
1. "Kirsebærtræer" - 3:46
2. "Dig & Månen & Mig" - 3:45
3. "Elsker" - 3:48
4. "Til En Fremmed" - 3:59
5. "Ginnalee" - 4:23
6. "Smid Din Tristhed" - 3:24
7. "Magtesløs" - 4:38
8. "Kun Kærlighed" - 3:44
9. "Rejs Dig Op" - 4:04